# Despicable Me 4
Despicable Me 4 (bra: Meu Malvado Favorito 4; prt: Gru – O Maldisposto 4) é um filme de comédia de animação estadunidense produzido pela Illumination Entertainment e distribuído pela Universal Pictures. É uma sequência de Despicable Me 3 (2017), sendo a quarta parcela principal e a sexta parcela geral da série de filmes Despicable Me. O filme foi dirigido por Chris Renaud, co-dirigido por Patrick Delage (em sua estreia na direção), produzido por Chris Meledandri e escrito por Mike White. É estrelado pelas vozes de Steve Carell, Kristen Wiig, Miranda Cosgrove, Dana Gaier, Madison Polan, Will Ferrell, Sofia Vergara, Joey King, Stephen Colbert, Chloe Fineman, Pierre Coffin e Steve Coogan.
O desenvolvimento de um quarto filme de Despicable Me começou em setembro de 2017. Foi oficialmente confirmado em fevereiro de 2022, com Renaud, Delage e White contratados como diretor, codiretor e escritor, respectivamente. A produção do filme estava em andamento desde junho de 2022. A maior parte do elenco de voz principal foi anunciada em janeiro de 2024, com Hoffman e Daurio revelados como coprodutor e co-roteirista, respectivamente.
Despicable Me 4 teve sua première no Jazz at Lincoln Center em Nova Iorque em 9 de junho de 2024 e foi lançado nos cinemas dos Estados Unidos em 3 de julho de 2024. Embora sua recepção com a crítica tenha sido morna, foi mais um sucesso de bilheteria e público da franquia.

## Premissa
Após o fenômeno de sucesso de bilheteria do verão de 2022 Minions: The Rise of Gru, da Illumination Entertainment, que arrecadou quase 1 bilhão de dólares em todo o mundo, a maior franquia global de animação da história agora começa um novo capítulo com Gru (indicado ao Oscar® Steve Carell) e Lucy (indicada ao Oscar® Kristen Wiig) e suas filhas — Margo (Miranda Cosgrove), Edith (Dana Gaier) e Agnes (Madison Polan) — dão as boas-vindas a um novo membro da família Gru, o Gru Jr., que pretende atormentar seu pai.
Gru enfrenta um novo inimigo, Maxime Le Mal (o vencedor do Emmy, Will Ferrell) e sua namorada femme fatale, Valentina (a indicada ao Emmy, Sofia Vergara), e a família é forçada a fugir.
— Universal Pictures e Illumination

## Elenco
- Steve Carell como Gru, um ex-supervilão que se tornou agente da Liga Anti-Vilões; pai adotivo de Margo, Edith e Agnes e marido de Lucy. No Brasil, Leandro Hassum[11][12].
- Kristen Wiig como Lucy Wilde, uma agente da Liga Anti-Vilões, esposa de Gru e mãe adotiva das meninas. No Brasil, Maria Clara Gueiros[12].
- Will Ferrell como Maxime Le Mal, um supervilão que busca vingança contra Gru e sua família. No Brasil, Jorge Lucas[11][12].
- Joey King como Poppy Prescott[13]. No Brasil, Lorena Queiroz[14][12].
- Sofia Vergara como Valentina, a namorada femme fatale de Le Mal. No Brasil, Angélica Borges[11].
- Miranda Cosgrove como Margo, a filha adotiva mais velha de Gru e Lucy. No Brasil, Bruna Laynes[12].
- Steve Coogan como Silas Ramsbottom, o ex-diretor da Liga Anti-Vilões, tendo renunciado no filme anterior. No Brasil com o nome Silas Bundovisk a voz de Mauro Ramos[15].
- Pierre Coffin como  os Minions, os capangas amarelos de Gru.
- Dana Gaier como Edith, filha adotiva do meio de Gru e Lucy. No Brasil, Ana Elena Bittencourt[12].
- Madison Polan como Agnes, a filha adotiva mais nova de Gru e Lucy. Polan substitui Nev Scharrel no terceiro filme. No Brasil, Pamella Rodrigues[12].
- Stephen Colbert como Perry Prescott, pai de Poppy.
- Chloe Fineman como Patsy Prescott, mãe de Poppy.

Além disso, Chris Renaud, o diretor do filme, foi escalado para um papel não revelado.

## Produção
O desenvolvimento de Despicable Me 4 começou em setembro de 2017. O filme foi oficialmente confirmado em fevereiro de 2022, com Chris Renaud, Patrick Delage e Mike White definidos como diretor, codiretor e escritor, respectivamente, com uma data de lançamento anunciada em julho de 2024. A produção começou em junho de 2022, com Steve Carell iniciando sua gravação de voz após "algumas sessões". Em janeiro de 2024 foi anunciado que Will Ferrell, Joey King, Sofia Vergara, Stephen Colbert, Chloe Fineman e Madison Polan se juntariam ao elenco de voz com Ferrell, King, Vergara e Polan dublando Maxime Le Mal, Poppy, Valentina, e Agnes, respectivamente. Também foi anunciado que Brett Hoffman e Ken Daurio foram adicionados como co-produtor e co-escritor, respectivamente.

## Música
Em março de 2024, foi oficialmente anunciado que o músico brasileiro Heitor Pereira retornaria para compor a trilha sonora do próximo filme. Isso marca seu retorno à franquia depois de ter trabalhado nas trilhas sonoras dos três primeiros filmes. Além disso, o cantautor estadunidense Pharrell Williams foi confirmado para se juntar a Pereira na co-composição da trilha sonora, além de contribuir para a criação de novas músicas para o filme. Williams, conhecido por seus talentos musicais versáteis, traz seu estilo único e criatividade para o projeto, aprimorando a experiência auditiva para o público.

## Marketing
O primeiro trailer do filme foi lançado em 28 de janeiro de 2024, durante os jogos de campeonato dos playoffs da NFL 2023-24. O trailer apresenta as músicas "Sweet Child O' Mine" do Guns N' Roses e "Maneater" de Hall & Oates, bem como, em exibições televisivas, "Through the Fire and Flames" do DragonForce. O trailer tem 21 milhões de visualizações até maio de 2024. Um trailer adicional foi revelado em 11 de fevereiro durante o Super Bowl LVIII, sendo narrado por Jon Hamm, que anteriormente dublou Herb Overkill no spin-off de Minions, e contou com participações especiais de Will Ferrell e Steve Carell.
Ryan Gajewski, do The Hollywood Reporter, disse que o trailer parecia "promover os benefícios da tecnologia moderna, mas apresentar imagens estranhas supostamente geradas por IA", apreciando a pose inspirada na Renascença de Ferrell e Carell no trailer. O segundo trailer foi lançado em 7 de maio de 2024.

## Lançamento
Despicable Me 4 foi lançado nos Estados Unidos em 3 de julho de 2024. Em Portugal, o filme foi lançado em 27 de junho de 2024, e no Brasil, em 4 de julho de 2024.
Como parte do acordo da Universal com a Netflix, o filme será transmitido no Peacock durante os primeiros quatro meses da janela de televisão paga, antes de passar para a Netflix nos próximos dez e retornar ao Peacock nos quatro restantes.

## Recepção
No site agregador de críticas Rotten Tomatoes, 56% das 164 resenhas dos críticos são positivas, com uma classificação média de 5,6/10. O consenso do site diz: "Com ritmo acelerado e repleto de piadas pastelão, Despicable Me 4 é tão recheado quanto uma piñata, mas cheio de doces suficientes para proporcionar ao público uma agradável dose de açúcar." O Metacritic, que usa uma média ponderada, atribuiu ao filme uma pontuação de 52 em 100, baseado em 36 críticos, indicando críticas "mistas ou médias". O público pesquisado pelo CinemaScore deu ao filme uma nota média de "A" em uma escala de A + a F (igual aos dois primeiros filmes), enquanto os entrevistados pelo PostTrak deram ao filme uma pontuação positiva de 82%, com 63% dizendo que definitivamente o recomendariam.